# Gruszka (Tatry)

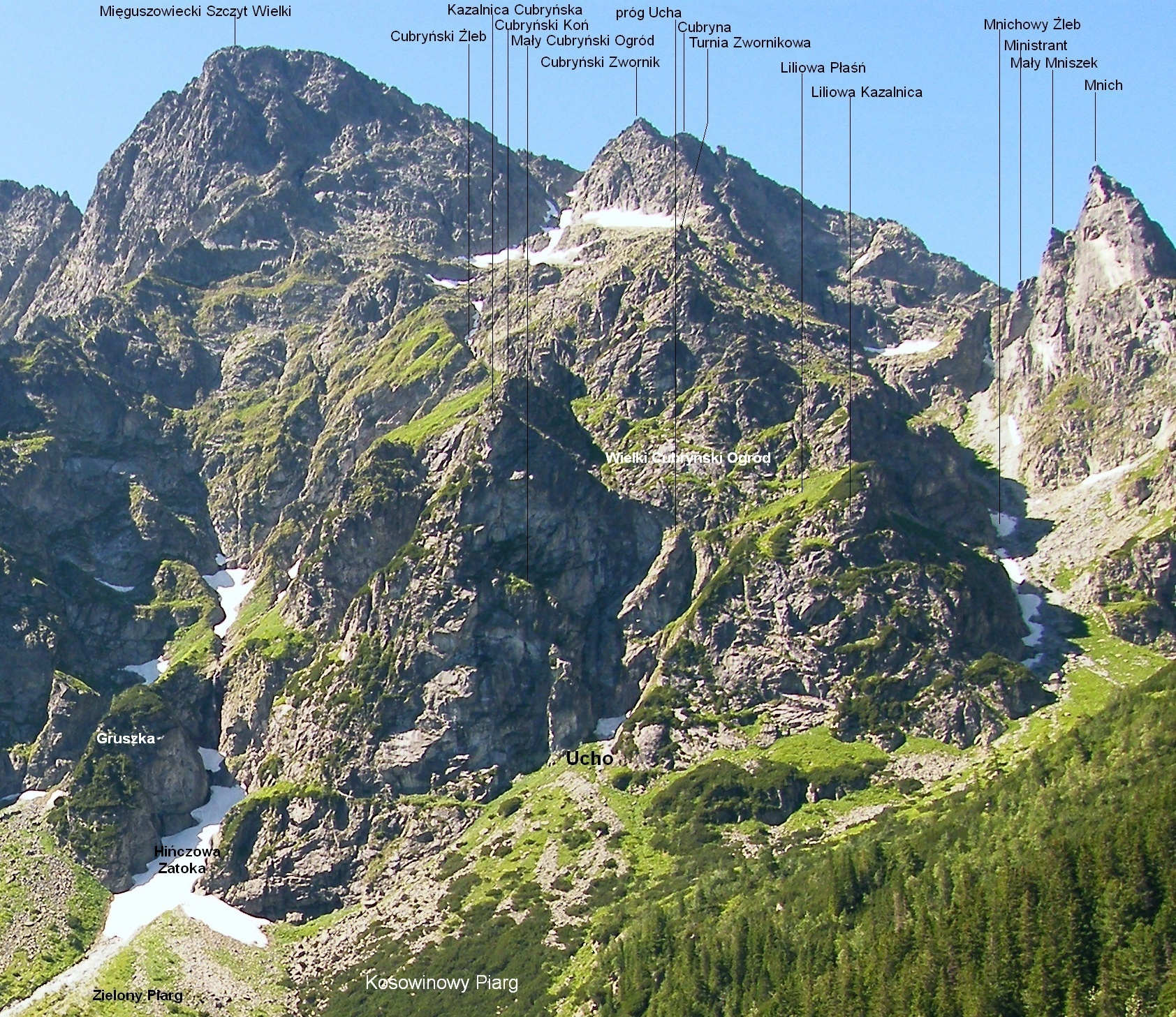
Gruszka wśród opisanych obiektów

Gruszka (niem. Birne, słow. Hruška, węg. Körte) – zbudowana z granitów skała tworząca lewe (patrząc od dołu) obramowanie Hińczowej Zatoki nad Morskim Okiem w Tatrach Polskich. Znajduje się powyżej górnego końca wielkiego Zielonego Piargu, a poniżej progu Małego Bańdziocha zwanego też Małym Mięguszowieckim Kotłem. Po północno-wschodniej stronie Gruszki znajduje się niższa i wydłużona jej część zwana Szypułką, górną zaś częścią Gruszka łączy się z progiem zamykającym od południowego zachodu Hińczową Zatokę.
Hińczowa Zatoka i opadający do niej Cubryński Żleb oddzielają masyw Mięguszowieckich Szczytów od masywu Cubryny. Gruszka należy do masywu Mięguszowieckich Szczytów. U zachodnich i północnych podnóży Gruszki znajduje się Hińczowy Śnieżnik.
Gruszka na wszystkie strony opada ścianami. Najbardziej stroma jest jej ściana zachodnia opadająca do Hińczowej Zatoki, najniższe i najbardziej porośnięte trawą ścianki tworzą prawe ograniczenie Żlebu Krygowskiego. Ściana północna opada do Skalnistego Piargu